# Pompeo Leoni

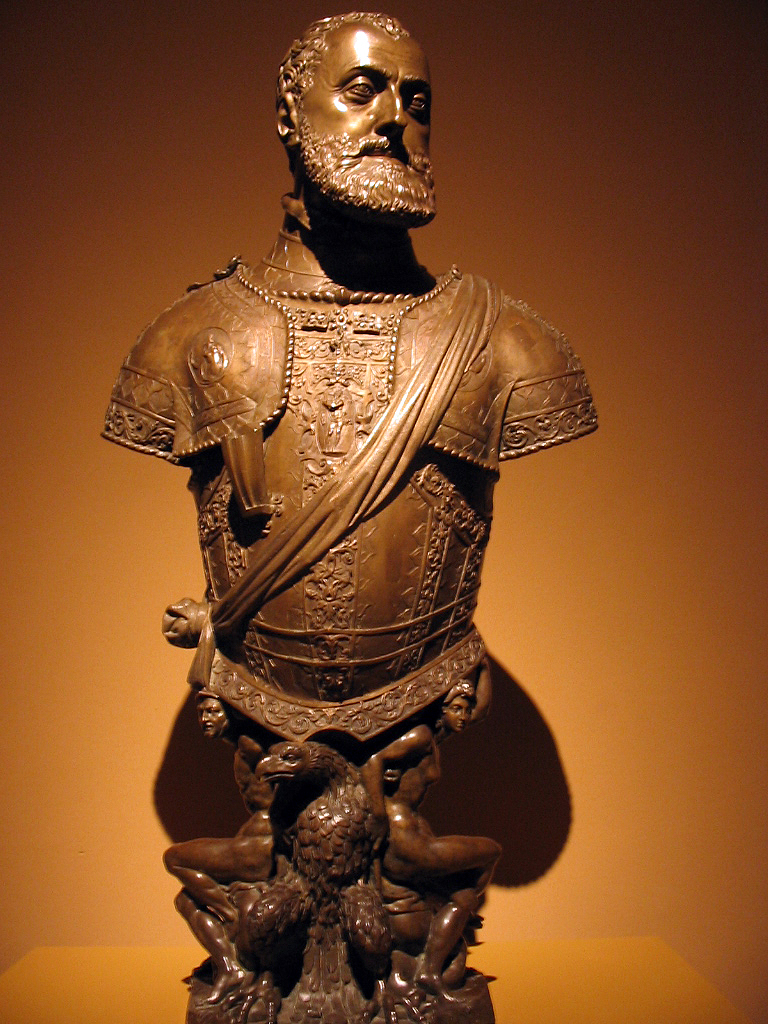
Retrato de Carlos V por Pompeo Leoni e seu pai Leone Leoni

Pompeo Leoni (Milão, aproximadamente em 1533 – Madrid, 10 de outubro de 1608), foi um escultor renascentista italiano. A sua reputação foi-se solidificando através de comissões que recebia dos monarcas da disnastia dos Habsburgos, como de Carlos I e Filipe II de Espanha pelo seu trabalho.
O material por ele mais utilizado era o bronze, contudo fazia uso também do mármore, alabastro, gemas presiosas escultidas e concretizou algumas obras em cera (material empregue para muitas das suas esculturas), assim como vários desenhos em moedas. Pompeo Leoni, produziu principalmente retratos, tendo sido repetidamente recebido por Habsburgos de Espanha e Áustria para a realização de proeminentes obras.

## Biografia
Filho do também escultor Leone Leoni, que havia colaborado ao serviço da família real espanhola. De uma família originária de Arezzo, Leoni estableceu-se em Milão e em 1556 modou-se para Espanha, sob as ordens da corte espanhola, onde permaneceu até à sua morte. Juntamente com o seu pai, Leoni trabalhou para Escorial (um grande complexo localizado em San Lorenzo de El Escorial, Madrid) elaborando estátuas de Carlos I e sua família para a Basílica do Escorial. O seu estilo continuou a ser aplicado na Basílica após a sua morte. Dentre os seus assistentes o mais reverenciado foi Adriaen de Vries que trabalhou sobretudo em Milão. Com uma significativa influência na escultura espanhola daquela época, Pompeo ensinou o seu filho Miguel Ângelo assim como outros escultores e ourives como Juan de Arfe, Millán Vimercado, Baltasar Mariano, António de Morales e Martin Pardo, os quais colaboraram nos mausoléus imperiais do Mosteiro do Escorial.
Escultor maneirista, Pompeo foi um dos precursores do estilo artístico Barroco que havia florescido entre o final do século XVI e meados do século XVIII.
Possuiu importantes desenhos de Leonardo da Vinci (Codex Atlanticus), que mais tarde foram considerados numa das coleções estrangeiras mais conceituadas até aos dias de hoje, assim como uma Sagrada Família de Parmigianino (Museu do Prado, Madrid). Museu esse que abriga uma das suas melhores esculturas no claustro remodelado por Rafael Moneo.